# Dagmar White
Dagmar White (geb. Dagmar Hasalová; * 1926 in Prag) ist eine tschechische Sängerin und Musikpädagogin.
Hasalovás Vater, Antonín Hasal, war ein Offizier der tschechoslowakischen Armee, der sich während des Zweiten Weltkrieges der Widerstandsorganisation Obrana národa und später der tschechoslowakischen Exilarmee und als militärischer Berater von Edvard Beneš der tschechoslowakischen Exilregierung anschloss. Nach dem Attentat auf Reinhard Heydrich kamen Dagmar Hasalová, ihre Mutter und Geschwister in ein Internierungslager im südmährischen Svatobořice, wo sie bis Kriegsende in Haft waren.
Nach dem Krieg wurde Hasal Transportminister im Kabinett von Beneš, und seine Tochter studierte an der Karlsuniversität und am Konservatorium von Prag, wo sie eine Ausbildung als Opernsängerin absolvierte. Nach der Machtübernahme durch die Kommunisten 1948 flüchtete die Familie in die USA, und Dagmar setzte ihre Ausbildung an der University of Kansas fort.
Sie studierte dann an der Juilliard School of Music und erwarb den Mastergrad als Musikerzieherin an der Columbia University. Ihre erste Stelle als Musikpädagogin hatte sie am Konservatorium von Bogotá. Dort lernte sie den Diplomaten Lewis White kennen, den sie 1954 heiratete. In der Folge lebte das Paar in Neukaledonien, der Dominikanischen Republik, Nicaragua und Marokko, wo sie jeweils an den Konservatorien unterrichtete, Chöre leitete und in Opern, Konzerten, im Rundfunk und Fernsehen auftrat.
Schließlich ließen sie sich in Vienna, Virginia, nieder, wo Dagmar White die Vienna Light Opera Company gründete und Musik am Northern Virginia Community College unterrichtete. Sie war aktiv bei der Förderung der tschechischen Musik in den USA, und für zwei Produktionen von Bedřich Smetanas Die verkaufte Braut (1986 und 1998) mit der Vienna Light Opera Company erhielt sie einen Preis der tschechischen Regierung. Längere Zeit war sie Vizepräsidentin der 1958 in Washington gegründeten Czechoslovak Society of Arts & Sciences (SVU).